# DVD-рекордер
DVD-рекордер — бытовой видеоаппарат, используемый для записи и воспроизведения телевизионных и видео- программ на DVD-диск.

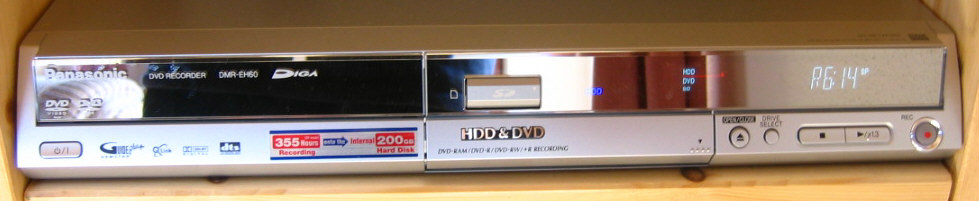
DVD-рекордер Panasonic со встроенным жёстким диском.

## Историческое появление
Исторически для указанных целей использовались видеомагнитофоны на базе кассет VHS. Однако кассетный носитель и аналоговая форма записи информации имеют ряд недостатков. В связи с этим было начато производство цифровых видеозаписывающих устройств.

## Оснащение
Стандартное оснащение DVD-рекордера — включает:
- Тюнер для приёма и записи ТВ-программ.
- ВЧ-выход на ТВ (с функцией RF-модулятора или только сквозного пропускания, в зависимости от модели).
- AV-входы и выходы для подключения ТВ и других устройств.
- Считывающе-записывающий привод DVD.
- Пульт дистанционного управления.

Дополнительное оснащение может включать другие компоненты, такие как выход HDMI, встроенный жёсткий диск и прочие.

## Прекращение производства и спад популярности
С внедрением формата HDTV оказалось, что записывать такие программы без потери качества невозможно, так как единственным способом является приём сигнала встроенным аналоговым ТВ-тюнером рекордера или подключение внешнего телевизионного ресивера (спутникового, кабельного и пр.) по видеовходу, например, композитному, что ограничивает разрешение до стандартного SDTV. Интерфейс же HDMI имеет обязательную защиту от копирования HDCP.
Возросла популярность устройств кабельного и спутникового приёма (ресиверов) со встроенным жёстким диском или USB для записи ТВ-программ. При этом не требуется обход HDCP и нарушение авторских и смежных прав, так как запись ведётся самим ресиверов и идёт в кодированном формате, не допуская распространение в файлообменные сети и воспроизведение на другом устройстве.